# Tyler, The Creator
Тайлър Грегъри Оконма (на английски: Tyler Gregory Okonma), по-известен с псевдонима си Tyler, The Creator, е американски рапър, музикален продуцент и режисьор на музикални видеоклипове.

## Биография
Роден в Ладера Хайтс, Калифорния, САЩ той става известен като създател и важна част от алтернативния хип-хоп колектив Odd Future.
Тайлър рапира или продуцира музика в почти всички проекти на Odd Future. Също така създава всички обложки на албуми и дизайнер на дрехите на колектива. Заедно с Earl Sweatshirt е част от дуото EarlWolf.
През 2015 г. той разкрива, че е бисексуален.

## Дискография

### Микстейпове
- The Odd Future Tape (2008) (заедно с Odd Future)
- Bastard (2009)
- Radical (2010) (заедно с Odd Future)
- The OF Tape Vol. 2 (2012) (заедно с Odd Future)

### Студийни албуми
- Goblin (2011)
- Wolf (2013)
- Cherry Bomb (2015)
- Flower Boy (2017)
- Igor (2019)
- Call Me If You Get Lost (2021)
- Chromakopia (2024)
- Don't Tap The Glass (2025)